# 森山光彦
森山 光彦（もりやま みつひこ）は、日本の医学者・医師。専門は、消化器内科学・肝臓内科学。学位は、医学博士。指扇療養病院院長、元日本大学医学部内科学系消化器肝臓内科学分野主任教授。

## 略歴
- 1981年3月 - 日本大学医学部卒業[1]
- 1985年9月 - 日本大学大学院医学研究科博士課程修了[1]
- 1985年10月 - 日本大学医学部第三内科学教室入局[1]
- 1993年10月 - 日本大学医学部第三内科学教室助手[1]
- 1995年1月 - 日本大学医学部第三内科学教室講師(専任扱)[1]
- 2000年4月 - 日本大学医学部第三内科学教室講師(専任扱)、日本大学医学部附属板橋病院消化器科科長[1]
- 2002年2月 - 日本大学医学部第三内科学教室専任講師、日本大学医学部附属板橋病院消化器科科長[1]
- 2003年2月 - 日本大学医学部第三内科学教室助教授、日本大学医学部附属板橋病院消化器・肝臓内科科長[1]
- 2004年4月 - 日本大学医学部内科学講座消化器肝臓内科部門助教授、日本大学医学部附属板橋病院消化器・肝臓内科科長[1]
- 2007年4月 - 日本大学医学部内科学系消化器肝臓内科学分野主任教授、日本大学医学部附属板橋病院消化器・肝臓内科部長[1]
- 2017年11月 - 日本大学医学部内科学系消化器肝臓内科学分野主任教授、日本大学医学部附属板橋病院副病院長・消化器・肝臓内科部長[1][2]
- 2019年4月 - 日本大学医学部内科学系消化器肝臓内科学分野主任教授、日本大学医学部附属板橋病院病院長[3]
- 2020年4月 - 日本大学医学部内科学系消化器肝臓内科学分野主任教授、日本大学医学部附属板橋病院病院長・消化器・肝臓内科部長
- 2021年4月 - 日本大学医学部内科学系消化器肝臓内科学分野主任教授、日本大学医学部附属板橋病院消化器・肝臓内科部長[4]
- 2022年3月 - 日本大学を定年退職[5]
- 2022年4月 - 指扇療養病院院長[6][7]